# 岐阜県道121号・愛知県道191号長洞犬山線
岐阜県道121号・愛知県道191号長洞犬山線（ぎふけんどう121ごう・あいちけんどう191ごう ながほらいぬやません）は、岐阜県可児市と愛知県犬山市を結ぶ一般県道である。

## 概要

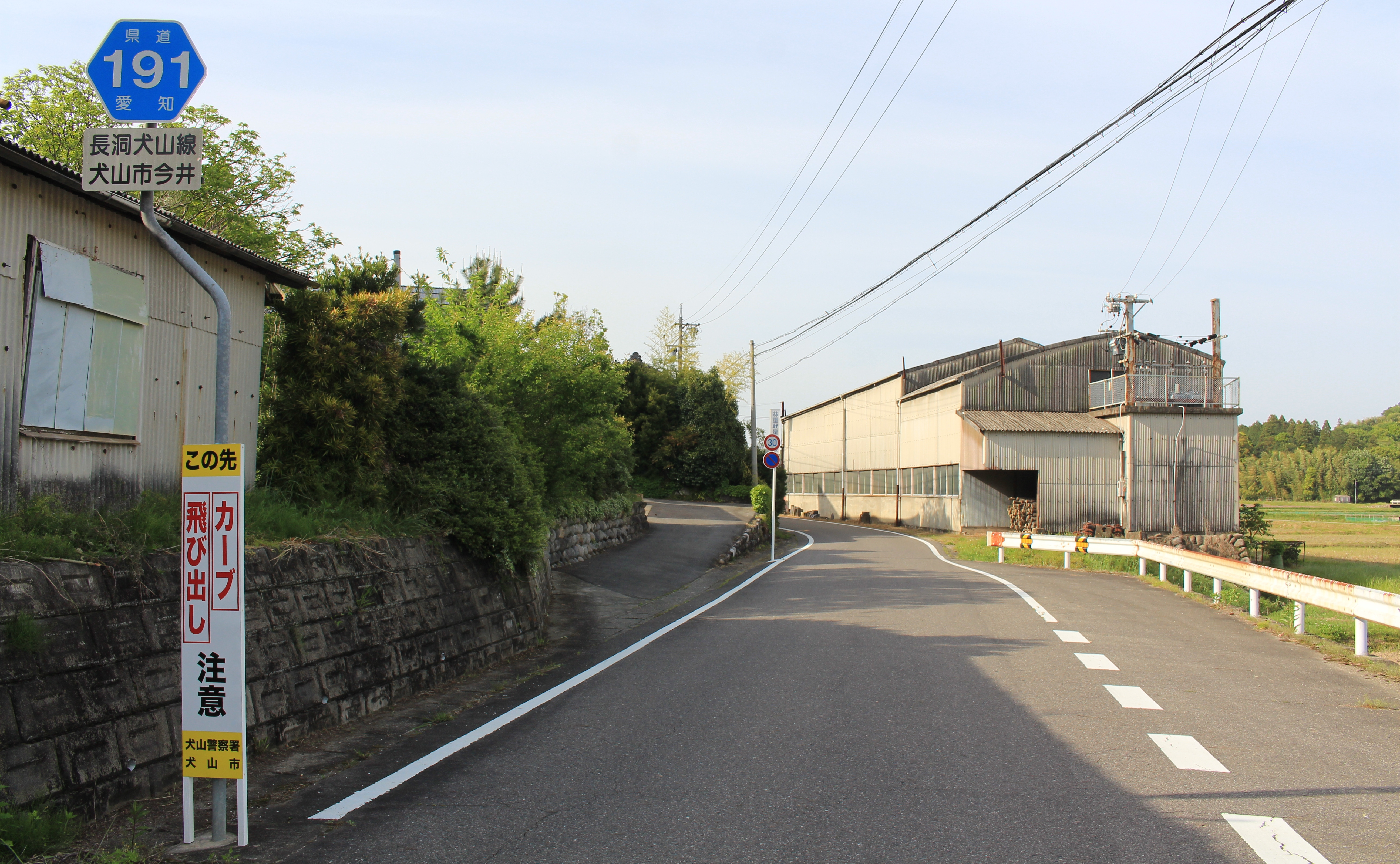
愛知県道191号長洞犬山線、犬山市今井にて

岐阜県可児市長洞の長洞交差点（岐阜県道113号善師野多治見線交点）が起点。起点より南に進み、1km弱で愛知県犬山市に入る。県境付近には野外民族博物館リトルワールドの入口がある。この先は尾張パークウェイの今井ICまで接続する道と犬山市立今井小学校前を通過する道の両方が指定されている。後者の方を進むと、愛知県道49号春日井犬山線に突き当たる。右折して600mほど愛知県道49号に重複して北西に進む。左に分岐して前原団地の南側を通過して、西に向かう。新郷瀬川を渡り、名鉄小牧線のガードをくぐった先の、犬山市大字五郎丸の五郎丸南交差点（旧国道41号：愛知県道27号春日井各務原線）が終点。

### 路線データ
- 始点：岐阜県可児市長洞 長洞交差点（岐阜県道113号善師野多治見線交点）
- 終点：愛知県犬山市大字五郎丸　五郎丸南交差点（愛知県道27号春日井各務原線交点）

## 路線状況

### 重複区間
- 愛知県道49号春日井犬山線（犬山市大字今井 - 犬山市大字前原）
- 愛知県道188号善師野西北野線（犬山市 前原東交差点 - 犬山市 前原交差点）

## 地理

### 通過する自治体
- 岐阜県
  - 可児市
- 愛知県　
  - 犬山市

### 交差する道路
岐阜県
- 岐阜県道113号善師野多治見線（可児市 長洞交差点）

愛知県　
- 尾張パークウェイ（愛知県道461号犬山自然公園線）（犬山市 今井丸山交差点）
- 愛知県道188号善師野西北野線（犬山市 前原東交差点、犬山市 前原交差点）
- 愛知県道27号春日井各務原線（木曽街道）（犬山市 五郎丸南交差点）

### 沿線
- 禅林寺 (可児市)|禅林寺
- 野外民族博物館リトルワールド
- 犬山市立今井小学校
- 犬山カンツリー倶楽部
- 犬山市立東小学校
- 犬山中央病院
- 国道41号五郎丸インターチェンジ